# Collezione Sacchetti

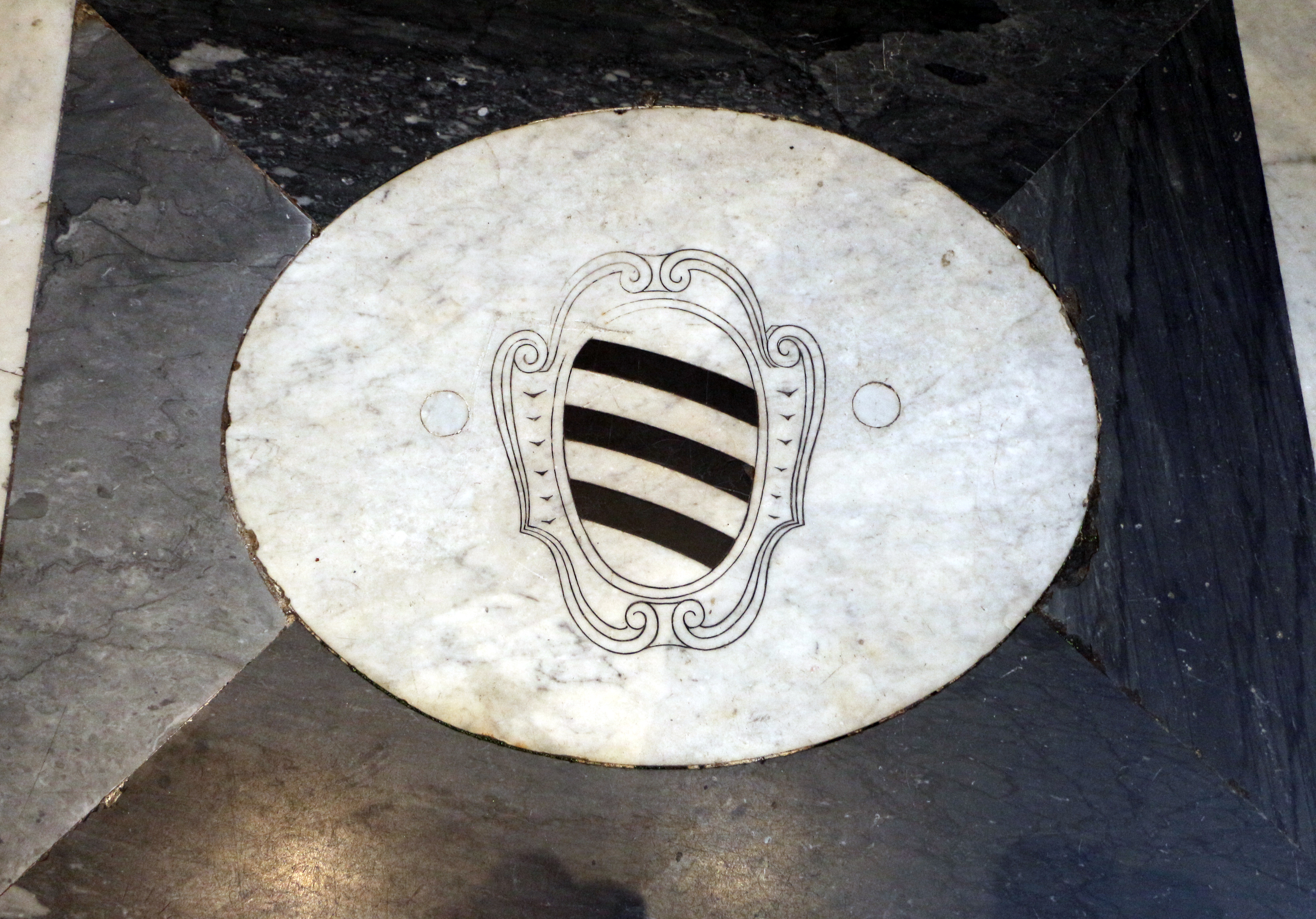
Lo stemma della famiglia Sacchetti nella cappella di famiglia della chiesa di San Giovanni dei Fiorentini a Roma

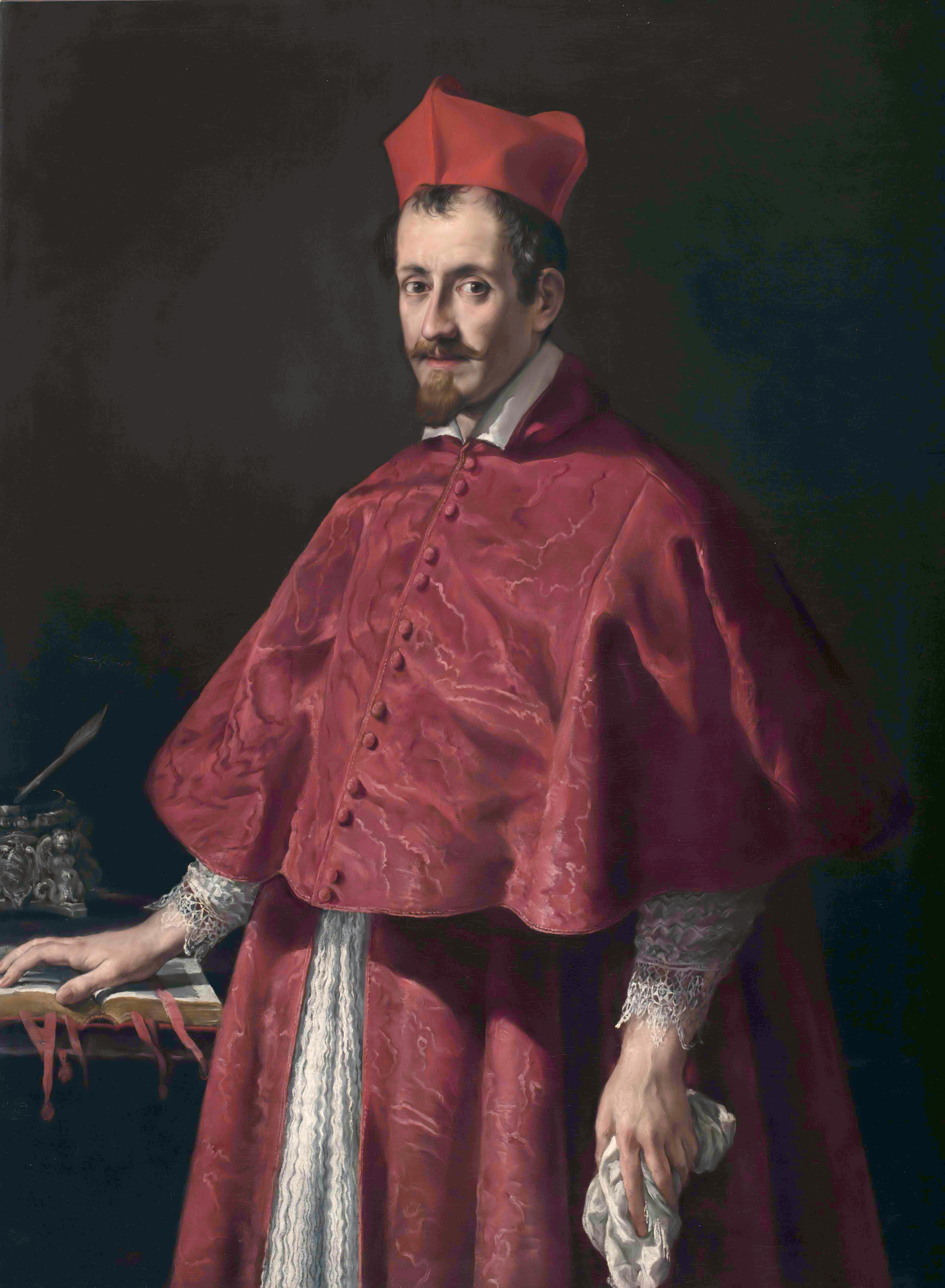
Pietro da Cortona, Ritratto di Giulio Sacchetti - Galleria Borghese (Roma), proveniente dalla collezione Sacchetti.

La collezione Sacchetti è stata una collezione d'arte nata nel XVII secolo a Roma e vissuta fino alla prima metà del Settecento, allorquando la stessa non fu smembrata e ceduta dai suoi proprietari per assolvere ai debiti accumulati. Figure di spicco nella costituzione della raccolta furono i fratelli Giulio Cesare, cardinale, e Marcello Sacchetti, che ebbero anche il pregio di aver dato avvio alla carriera artistica di Pietro da Cortona.
Un blocco di 187 opere che componeva la raccolta fu acquistato da papa Benedetto XIV e portato al palazzo Nuovo in Campidoglio, che costituirà di fatto il nucleo fondatore di quella che diverrà poi la Pinacoteca capitolina. Si tratta di una delle più importanti collezioni pittoriche romane del XVII secolo.

## Storia

### Seicento

#### La nascita della collezione
Di estrazione fiorentina, la collezione nacque nel corso del Cinquecento con Giovan Battista Sacchetti senior, banchiere nella città toscana. Trasferitosi poi questi a Roma nel 1573, la raccolta ebbe un notevole sviluppo nel corso di tutto il XVII secolo, dove confluirono le opere di matrice barocca romana, che costituiranno il nucleo principale della collezione.
Dai documenti d'archivio tuttavia non risulta in nessun caso la figura di Giovan Battista quale committente di opere d'arte, tranne che per un'unica eccezione, ossia per la cappella di famiglia nella chiesa di San Giovanni dei Fiorentini a Roma, dove richiese per l'occasione che la medesima «si adorni di pitture della passione» di Cristo, per le quali fu incaricato di effettuarne i lavori Giovanni Lanfranco.

#### Le grandi commesse di Marcello Sacchetti

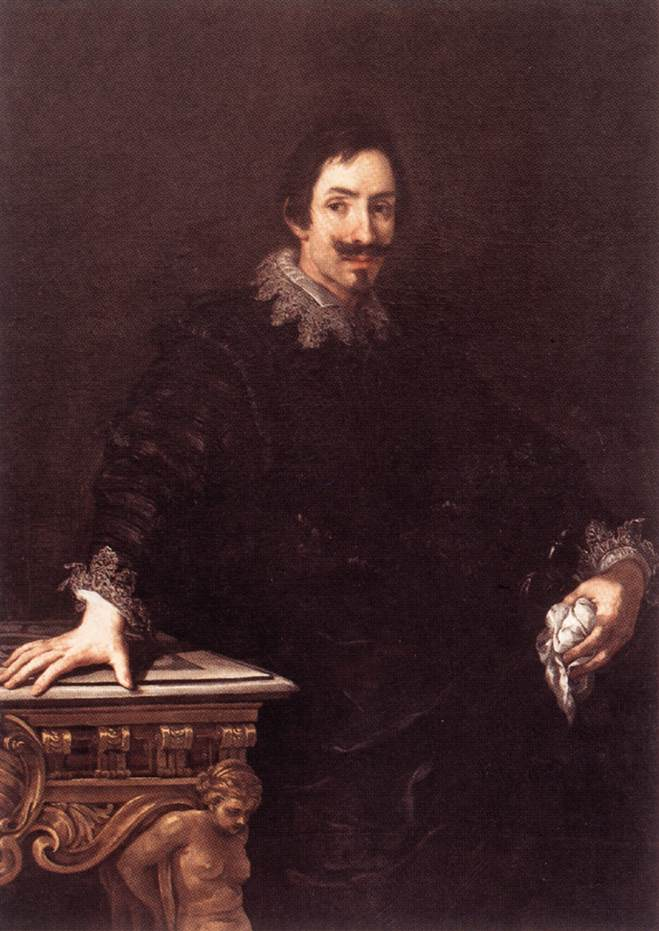
Pietro da Cortona, Ritratto di Marcello Sacchetti - Galleria Borghese (Roma), proveniente dalla collezione Sacchetti.

Alla morte di Giovanni Battista, avvenuta nel 1620, gli successero cinque figli: Marcello, continuò l'attività del padre, Giulio, intraprese la carriera ecclesiastica, Giovanni Francesco, Alessandro e Matteo erano invece scritti al patriziato di Ferrara. Seppur di vita breve il Marcello (morì infatti nel 1629, appena nove anni dopo il padre), riuscì comunque a fornire un contributo decisivo allo sviluppo della collezione, frutto anche dell'ascesa nel campo degli affari che seppe compiere il banchiere: divenne infatti nel 1623 tesoriere segreto e depositario generale sotto il pontificato di Urbano VIII, dalla cui famiglia d'origine (i Barberini) ebbe anche il compito di occuparsi della gestione economica familiare, nonché delle miniere di allume a Tolfa.
Le commesse di Marcello interessarono pittori di nuova generazione in quel momento, su tutti Simon Vouet (di cui è l'Allegoria) e, soprattutto, Pietro da Cortona, pittore con cui la famiglia Sacchetti instaurerà un rapporto di lavoro continuativo nel tempo. Il rapporto che si crea tra le due parti tuttavia è un rapporto di mecenatismo "moderno", in quanto il Berrettini non appare come pittore di casa dei Sacchetti, ma vive comunque in autonomia nella sua dimora, i cui frutti della relazione determineranno per entrambi un accrescimento delle reciproche personali culture artistiche. Dai documenti d'archivio risulta che al 1630 il Cortona aveva già eseguito per Marcello ben quindici opere, più l'apparato decorativo a fresco della villa di famiglia a Castel Fusano. I dipinti entrati a far parte della collezione spaziavano da scene mitologico-letterarie (Carro di Venere, Sacrificio di Polissena) ai ritratti (quindi quelli di famiglia a Marcello e Giulio Sacchetti, nonché a papa Urbano VIII), alle copie di opere di antichi maestri (Madonna col Bambino e santi di Tiziano e la Galatea di Raffaello), per finire con la grande composizione del Ratto delle Sabine, probabilmente l'opera più notevole eseguita dal pittore toscano per i Sacchetti.

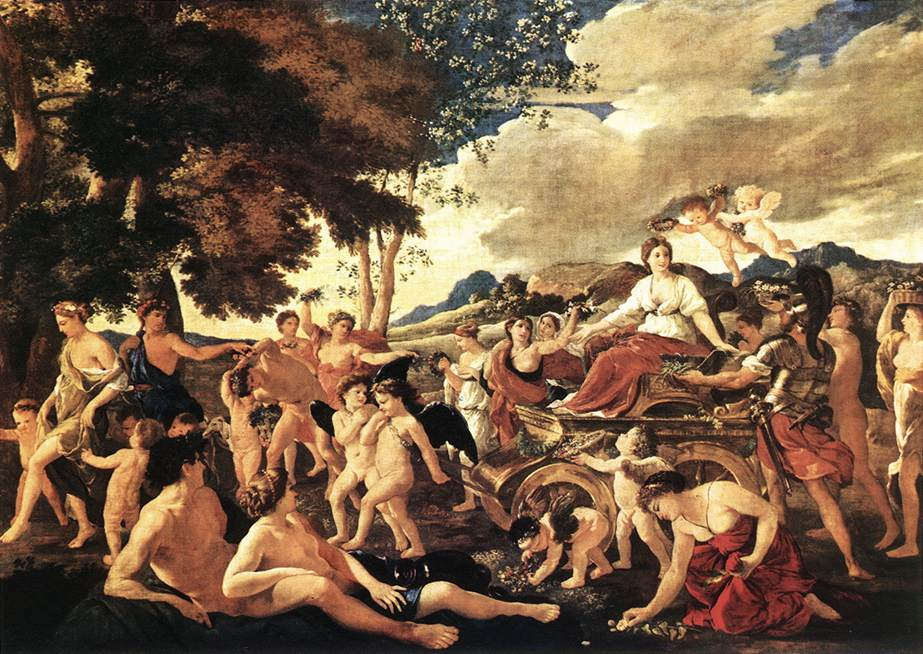
Trionfo di Flora, Nicolas Poussin

Secondo le fonti del biografo Giovanni Pietro Bellori, Marcello fu anche l'iniziatore di Nicolas Poussin negli ambienti artistici di Roma, infatti secondo lo storico il pittore francese si sarebbe presentato al banchiere per mediazione dell'amico di famiglia Giovan Battista Marino. La collaborazione del Poussin con i Sacchetti tuttavia non sarà duratura, lasciando presupporre che tra le parti non si fosse mai stabilita una piena sintonia; le opere che furono eseguite su commessa di Marcello furono quindi solo due, la Vittoria di Gedenne sui Madianiti e il Trionfo di Flora.
Malato già da tempo, nel 1629 Marcello Sacchetti morì a Napoli di cancro intestinale, città dove si era recato nelle speranze di trovare cura dal medico Marco Aurelio Severino. Al 1639 risale un primo inventario della collezione pervenuto ai giorni contemporanei (Inventario generale di tutte le robbe delli illustrissimi Signori Sacchetti padroni fatta in Roma li di 4 di luglio 1639), fatto redigere probabilmente per la spartizione dei beni di famiglia tra i fratelli Sacchetti, quindi Giulio, Alessandro e Matteo (Giovanni Francesco era invece morto già nel 1627).
Tuttavia la collezione non verrà frammentata tra i familiari, ma bensì verrà dapprima continuata da Giulio, che si occuperà anche del trasferimento della medesima nella nuova sede di via Giulia, e poi dal figlio di Matteo, Giovanni Battista, avuto con l'unione con Cassandra Ricasoli Rucellai e nato nell'aprile del 1639. L'inventario stilato alla morte di Marcello registra 643 dipinti (di cui 139 ritratti) e 6 disegni, tutti collocati nel palazzo di famiglia sito in via dei Banchi Vecchi (attuale palazzo Sforza Cesarini).

#### La raccolta di Giulio Sacchetti e il trasferimento della collezione al palazzo di via Giulia

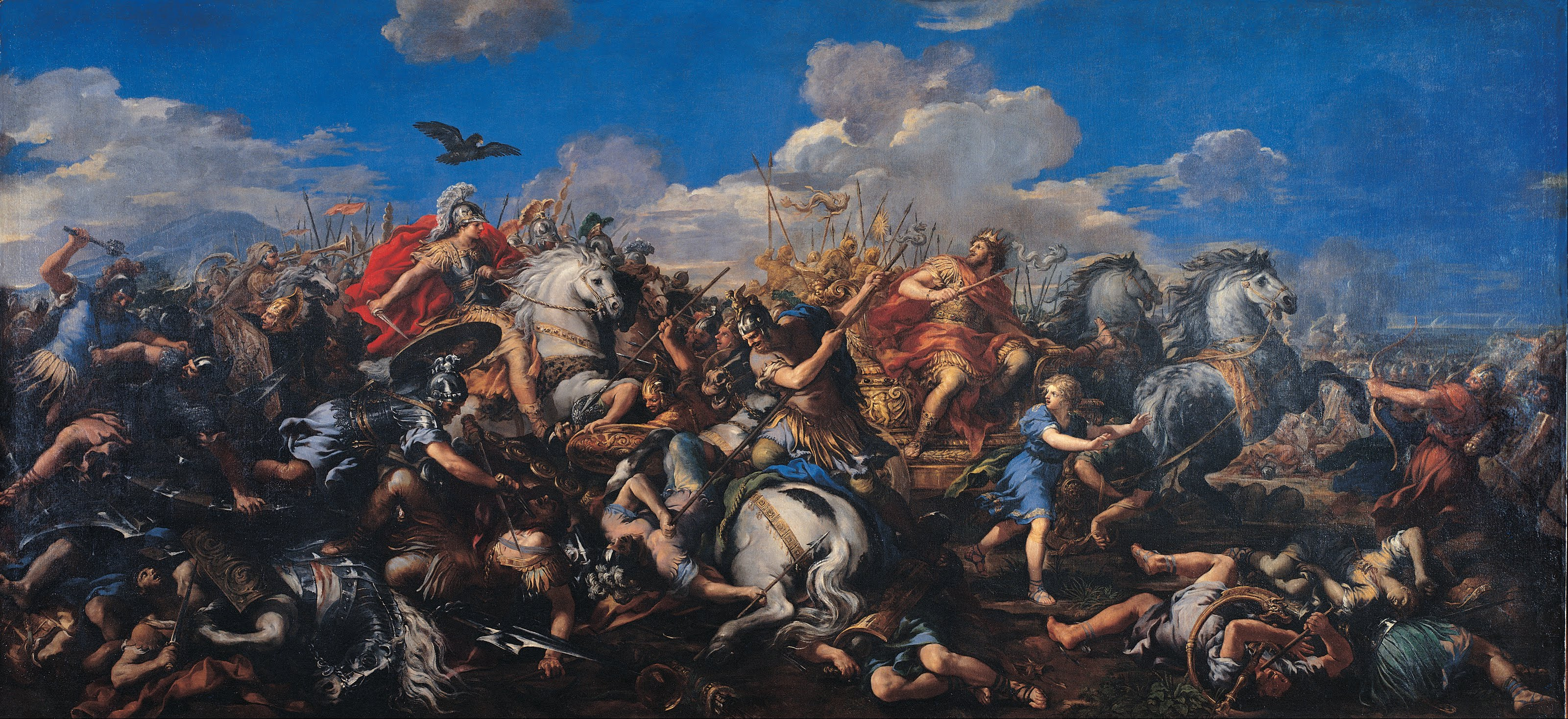
Battaglia di Alessandro e Dario, Pietro da Cortona

Nel 1626, intanto, era rientrato in Italia Giulio Sacchetti, che era a Madrid per la nunziatura, da cui portò con sé due ritratti di reali spagnoli della cerchia di Velazquez. Divenne quindi cardinale a Bologna, dove accumulò un buon numero di opere d'arte di matrice bolognese ed emiliana, mentre fece rientro a Roma solo nel 1640. La raccolta di dipinti di Giulio, quindi, confluì nel catalogo Sacchetti accumulato intanto dal fratello Marcello a Roma, arricchendo in questo modo la collezione di opere del Guercino (Cleopatra davanti a Ottaviano) e della bottega di Guido Reni (copia delle Nozze di Bacco e Arianna dello stesso Reni). Alessandro Sacchetti, terzo figlio della famiglia, intanto era rimasto a Bologna, dove nel 1642 si ritrovò ad acquisire gli ultimi lavori dello stesso Reni subito dopo il suo decesso nello stesso anno, opere che poi confluiranno nella collezione di Roma (tra cui è l'Anima beata).
Nel 1649 la raccolta venne trasferita nella nuova residenza di famiglia, quindi il sontuoso palazzo Sacchetti (già Ricci) di via Giulia, acquistato dal cardinale Giulio. L'intera disposizione dei quadri venne quindi riorganizzata e ripensata in connessione con la magnificenza dell'edificio.
Giulio Sacchetti intanto continuava il suo mecenatismo con le commesse al pittore più in voga negli ambienti romani di quegli anni, già particolarmente apprezzato dalla casa nobiliare romana, ossia Pietro da Cortona, incaricato di progettare l'imponente villa del Pigneto. Un altro esponente del casato, Il comandante delle truppe pontificie Alessandro Sacchetti, invece, fu con molta probabilità il committente di altre due tele con scene di battaglie del Berrettini, una la Vittoria di Alessandro su Dario (oggi ai Musei Capitolini), che diverrà il pezzo con la più alta valutazione in termini economici della collezione, e l'altro è l'Assedio di Petra Sogdiana (oggi ai Musei vaticani).

#### Il declino della famiglia e la vendita della collezione

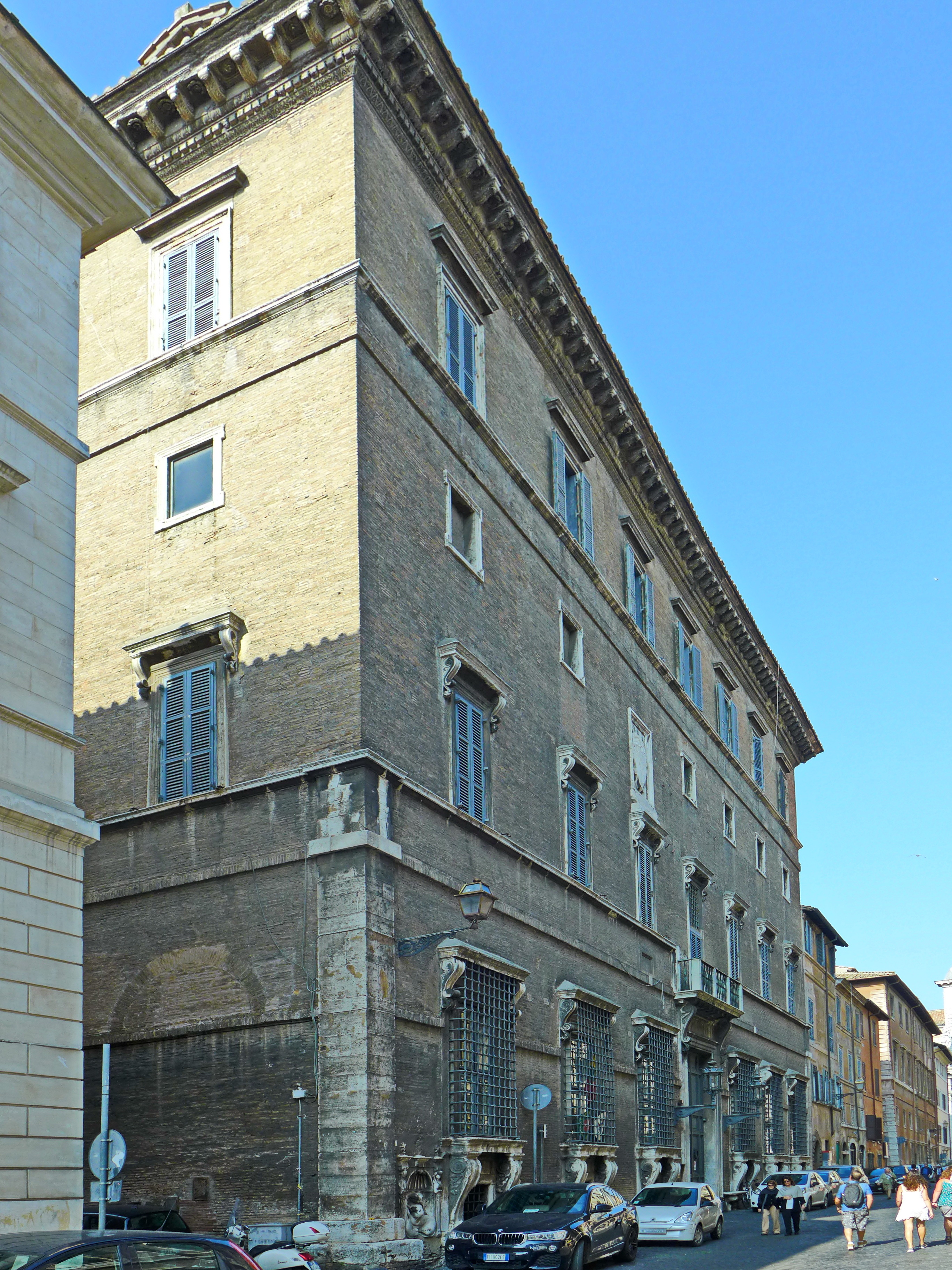
Palazzo Sacchetti di via Giulia

Nella seconda metà del Seicento, la collezione vede una frenata nella sua espansione: accanto ad un gruppo di opere che entrano nella raccolta, come il Polifemo di Guido Reni, acquisito per lascito di Maffeo Barberini nel 1686 (futuro papa Urbano VIII), o come un gruppo di opere di Gaspar van Wittel, che dal 1682 al 1688 soggiornò in casa Sacchetti alla corte di Giovanni Battista Sacchetti, II marchese di Castel Rigattini, vi fu comunque un altro gruppo di opere interessate da una prima ondata di alienazione, dovuta questa a causa dei debiti accumulati nel tempo dalla famiglia romana.
Caduto in disgrazia finanziaria Giovanni Battista, II marchese di Castel Rigattini, unico maschio della famiglia, i cui debiti erano maturati già con il padre Matteo, questi decise infatti di vendere la collezione d'arte accumulata dai suoi zii, al fine di riuscire ad adempiere alle insolvenze. Nel 1688 un ulteriore inventario stilato registra ancora un numero elevatissimo di opere presenzi nel palazzo romano, circa settecento dipinti. Le prime dismissioni di opere riguardano due tavole paesaggistiche già assegnate al Mantegna, successivamente a Piero di Cosimo, mentre successive al 1705 risultano altre dipartite, tra cui un disegno di Guido Reni e una tela di Simon Vouet (Cupido seduto con arco), oggi non rintracciata.

### Settecento-Ottocento
Papa Benedetto XIV Lambertini per non far perdere alla città di Roma la raccolta d'arte accumulata nel corso di un secolo, nel 1748 autorizza quindi il Tesoriere Generale del Vaticano di acquistare 187 quadri della collezione così da lasciare in città quantomeno i pezzi più rilevanti della raccolta: «appieno informato delle angustie, che per causa degli accennati debiti opprimono il detto Marchese Sacchetti, e volendo agevolargli la maniera di sollevarsi da simili angustie senza permettergli l'estrazione da questa Nostra Città di Roma della predetta rinomata, e celebre Raccolta de' Quadri». I suddetti dipinti, valutati inizialmente per 36.709 scudi e acquistati poi per 25.000, a seguito di un ribasso del trenta per cento, verranno portati dallo stesso papa (sempre nel 1748) al palazzo Nuovo in Campidoglio a Roma, costituendo in questo modo il nucleo originario di quella che sarà la futura Pinacoteca capitolina.
Intanto, nel 1755 fu venduta la villa di Castel Fusano alla famiglia Chigi. Nel corso dell'Ottocento, alcune opere capitoline ritenute "oscene" a causa dei nudi presenti nelle composizioni vengono estrapolate dalla pinacoteca e ricollocate nell'Accademia di San Luca.

### Duemila
Il palazzo di via Giulia rimase invece tra le proprietà della famiglia Sacchetti fino al 2015, allorché fu venduta parte del medesimo complesso corrispondente all'intero piano nobile.
Nel 2016 il Ritratto del cardinale Giulio Sacchetti di Pietro da Cortona viene donato dalla Fondazione Sacchetti alla Galleria Borghese di Roma. Un dipinto di Pierre Subleyras acquistato dai marchesi Sacchetti nel 1935 dalla collezione Barberini e passato successivamente nel mercato d'antiquario viene invece acquistato dagli Uffizi nel 2024.

## Elenco delle opere (non completo)
Pietro Paolo Bonzi

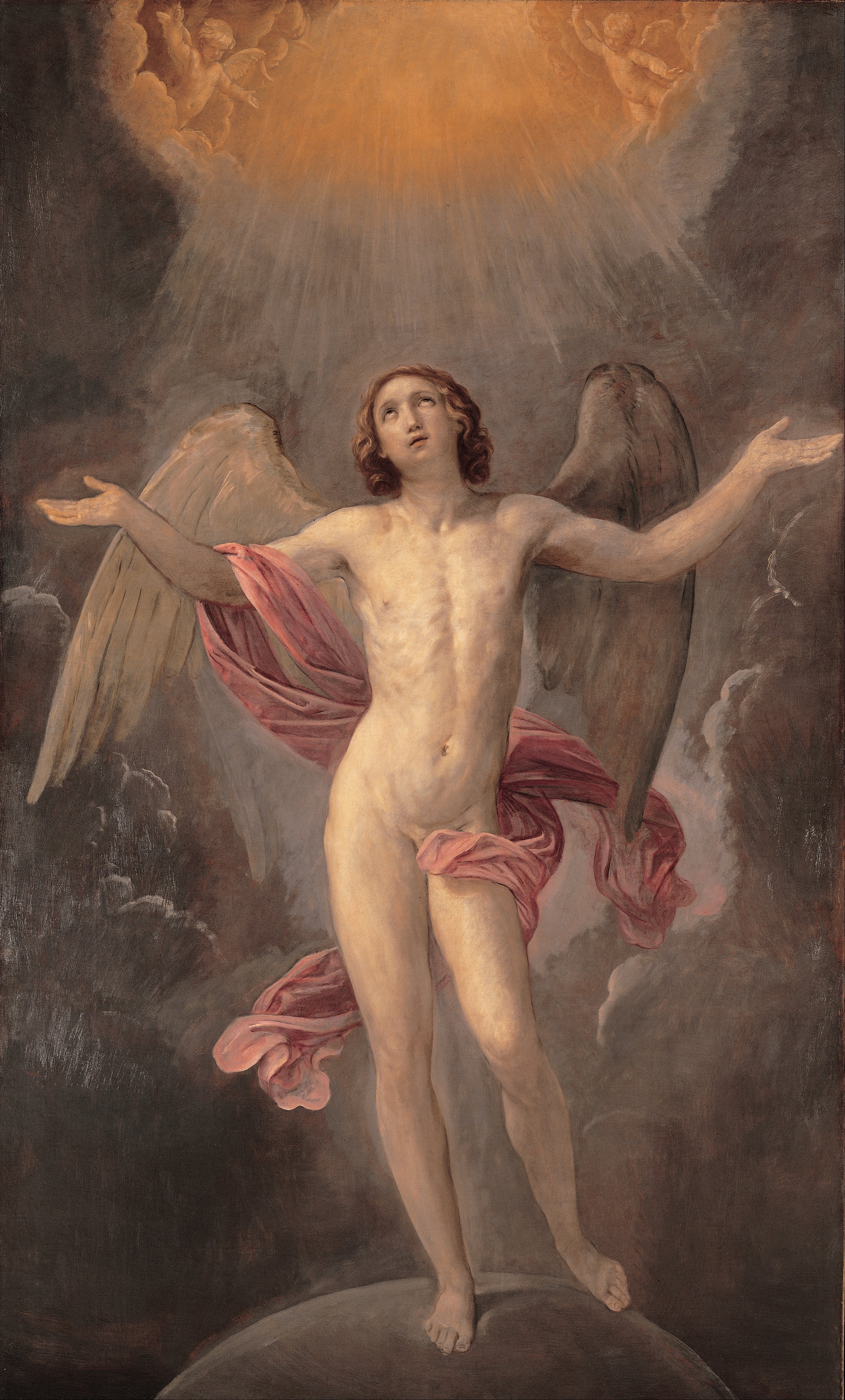
Anima beata, Guido Reni

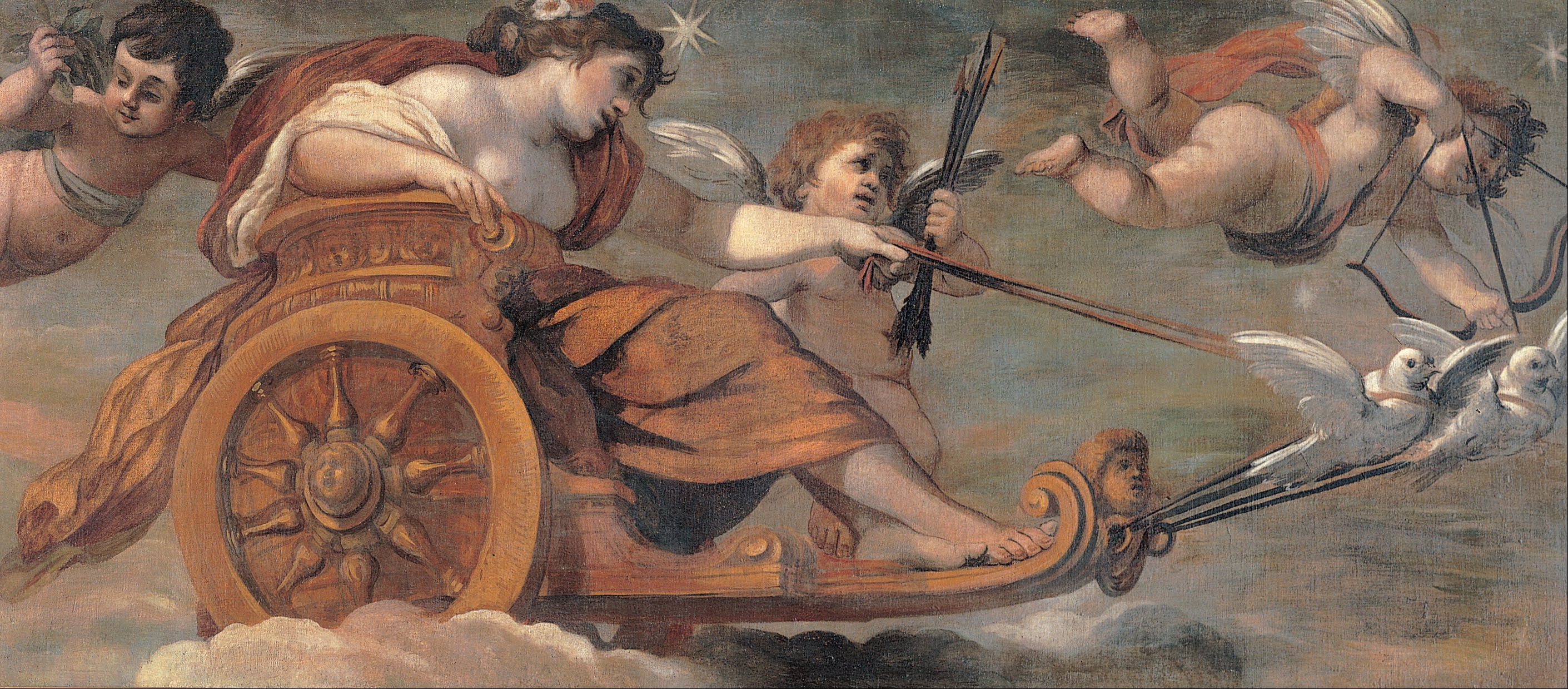
Carro di Venere, Pietro da Cortona

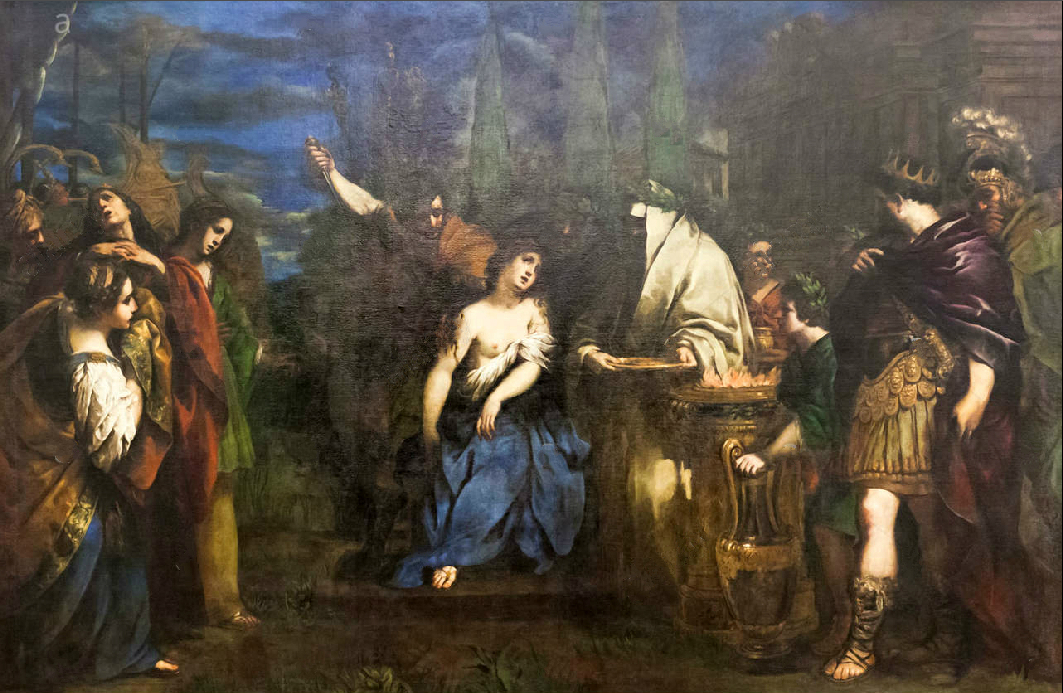
Sacrificio di Polissena, Pietro da Cortona

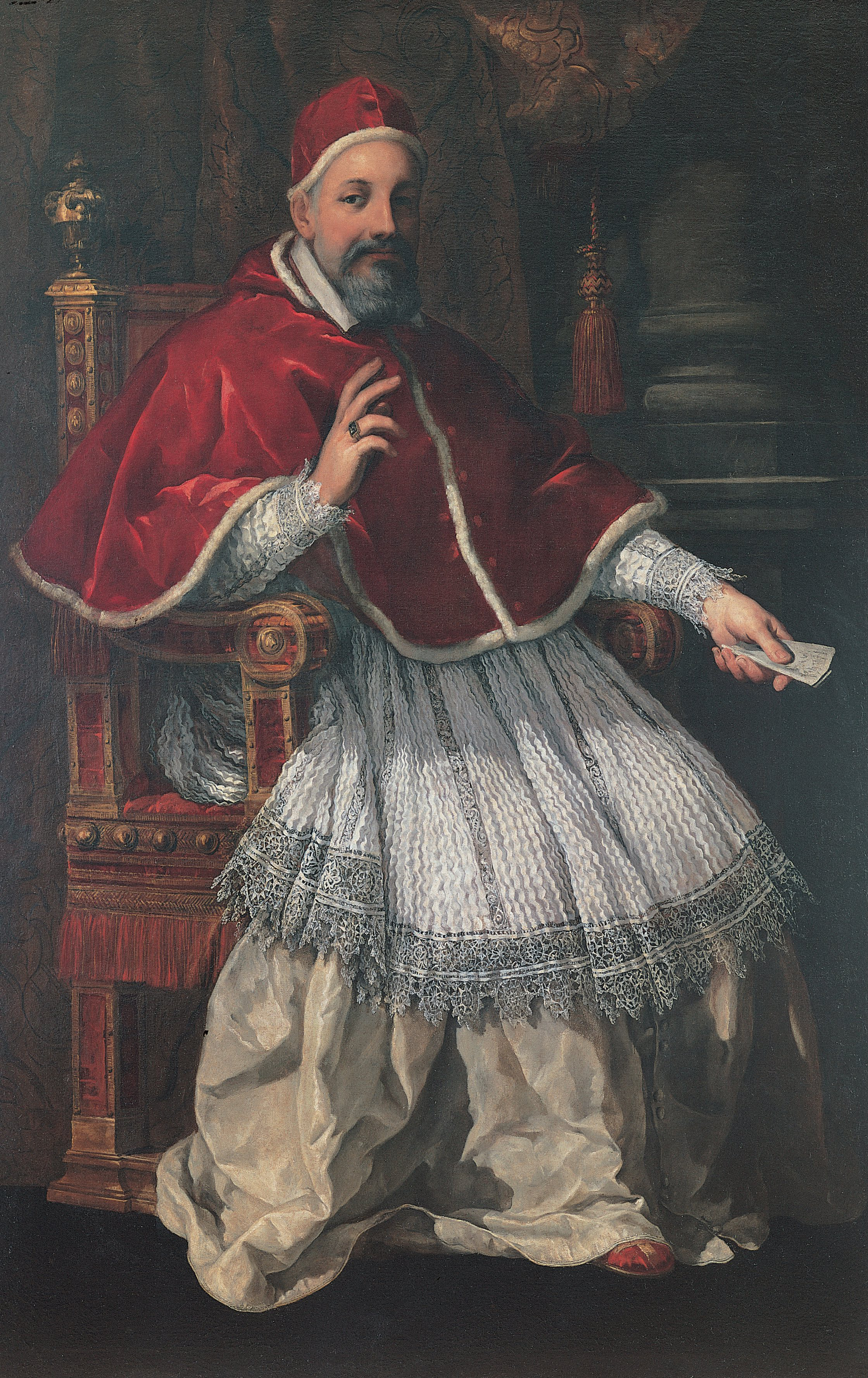
Ritratto di Urbano VIII, Pietro da Cortona

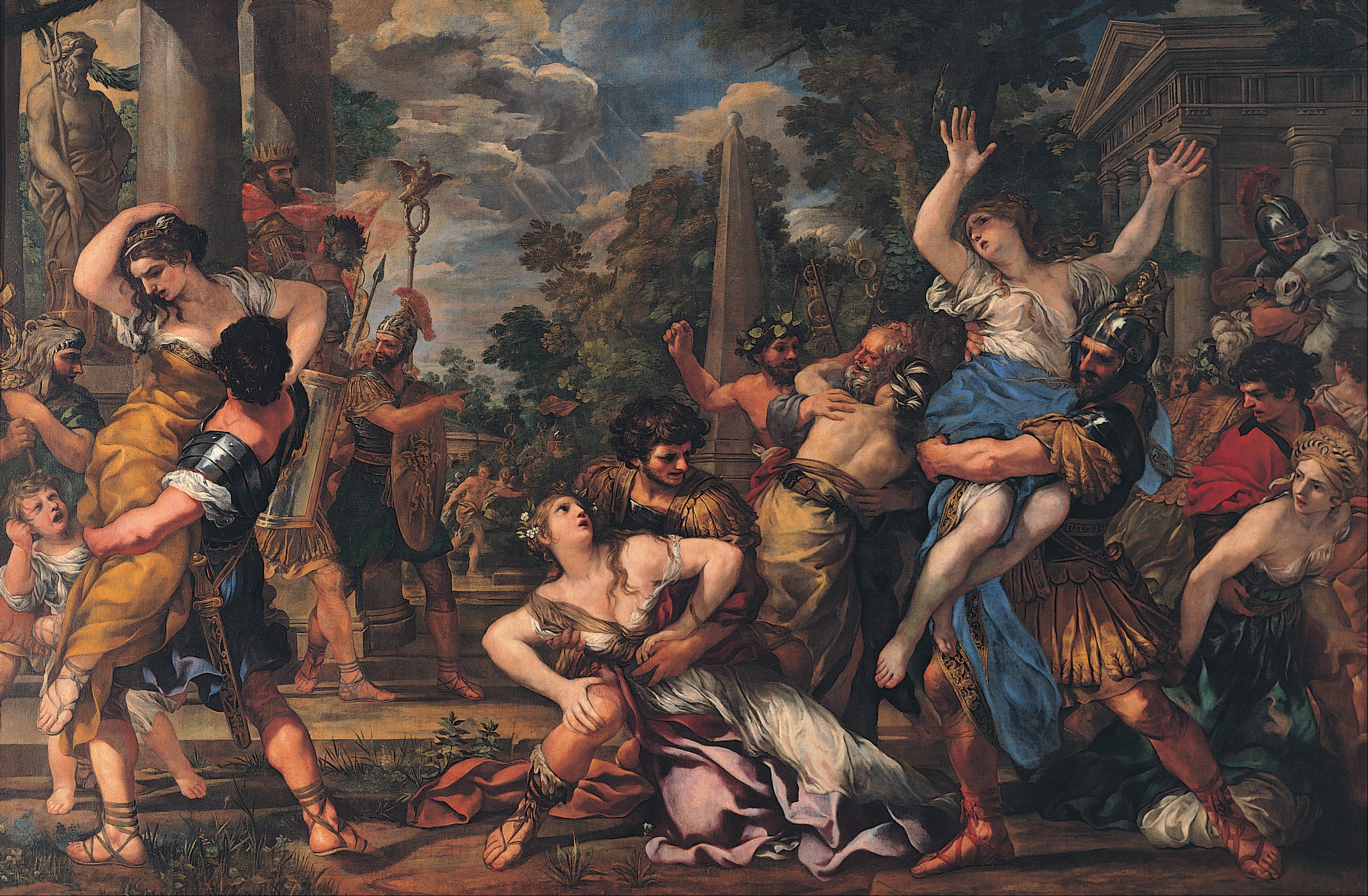
Ratto delle Sabine, Pietro da Cortona

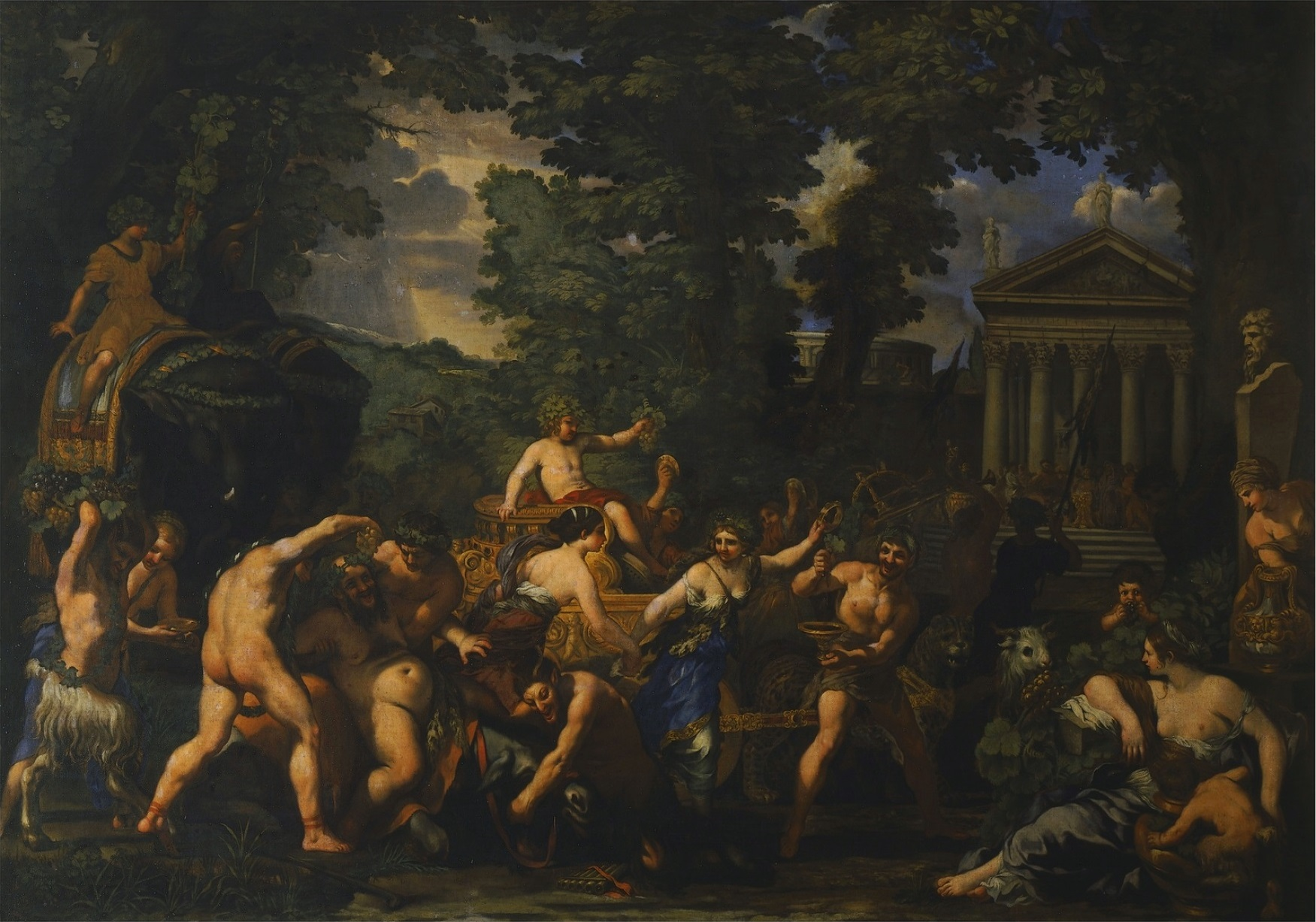
Trionfo di Bacco, Pietro da Cortona

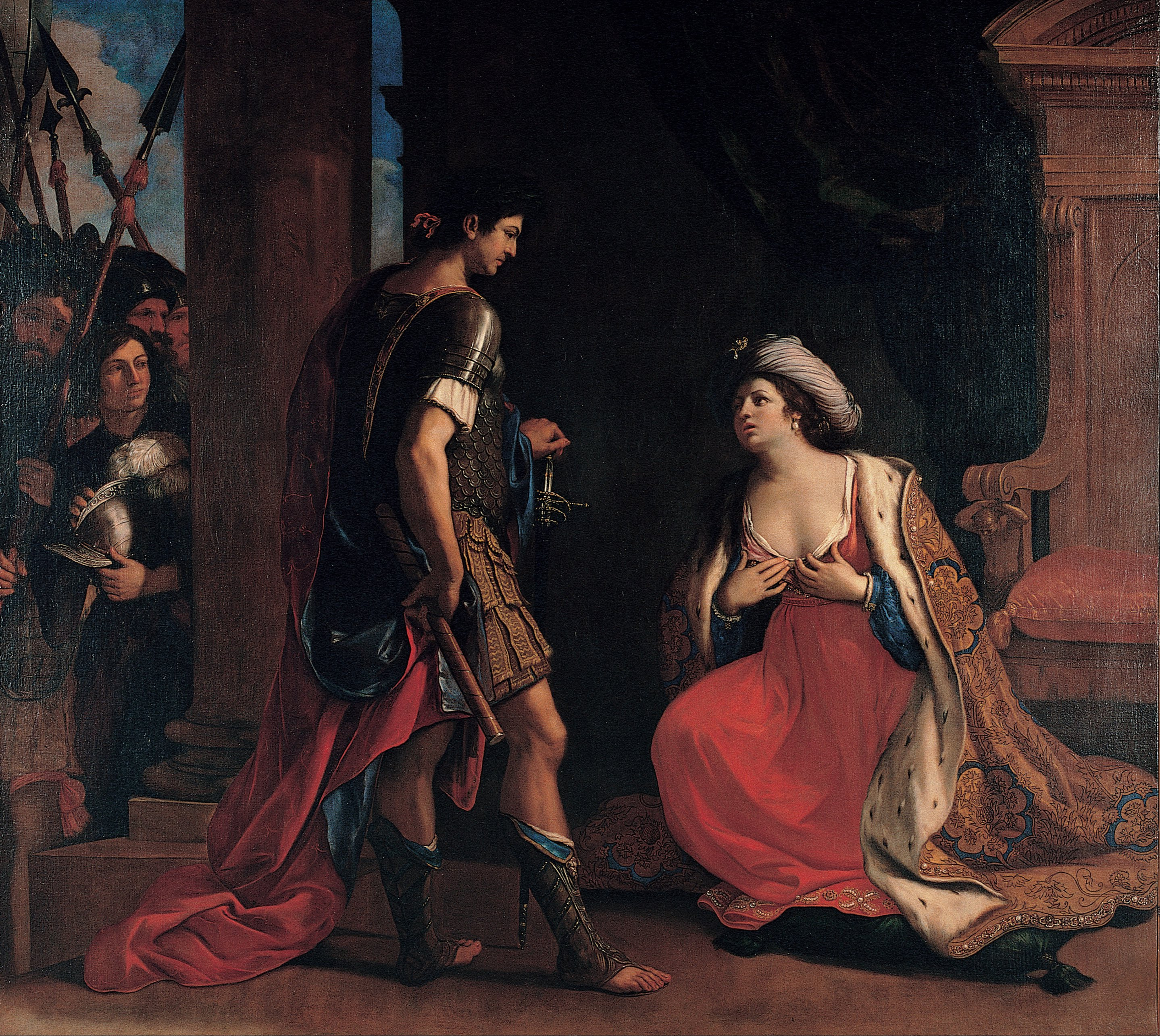
Cleopatra davanti a Ottaviano, Guercino

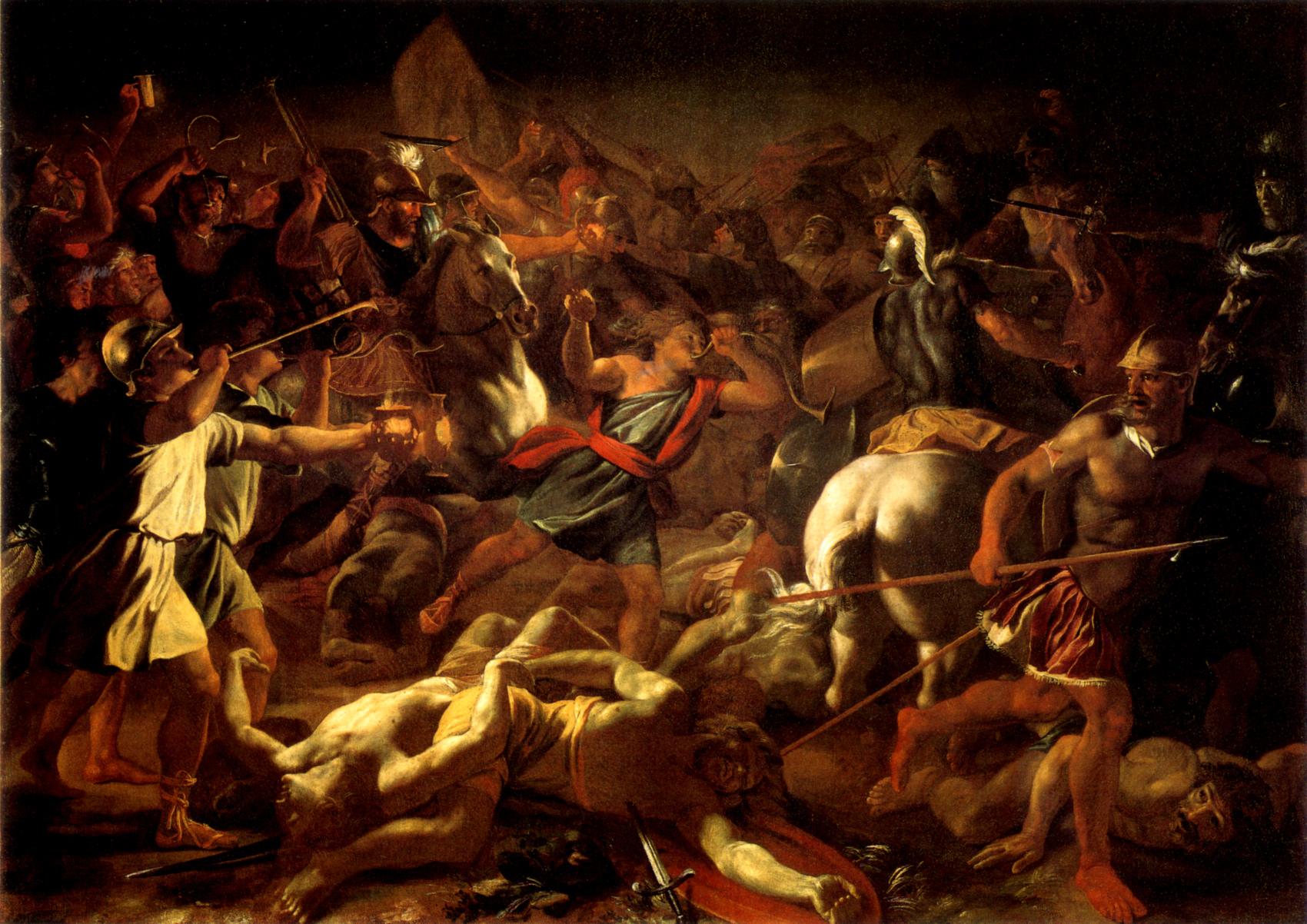
Vittoria di Gedeone sui Madianiti, Nicolas Poussin

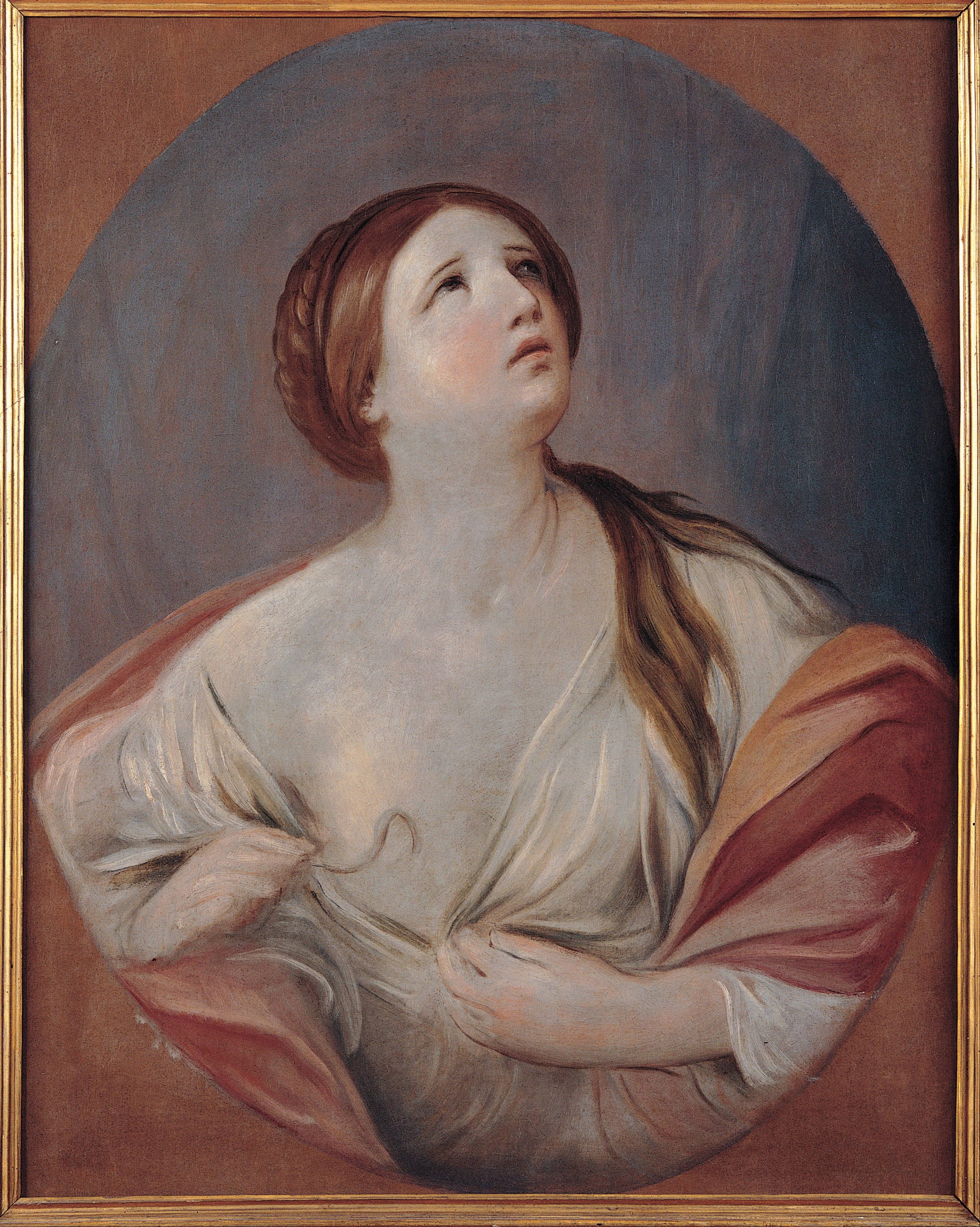
Cleopatra, Guido Reni

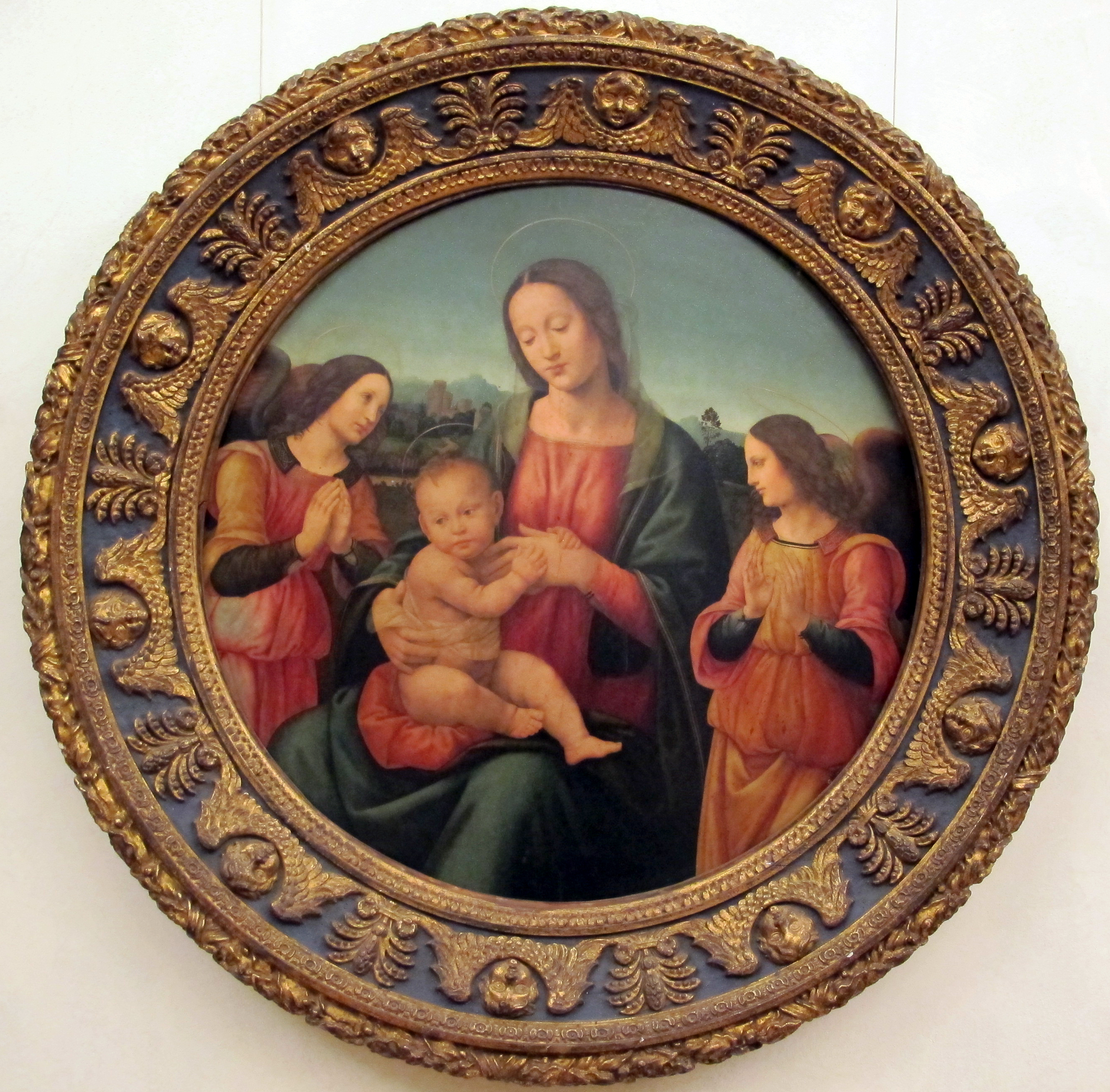
Madonna col bambino e angeli, Giovanni Antonio Sogliani

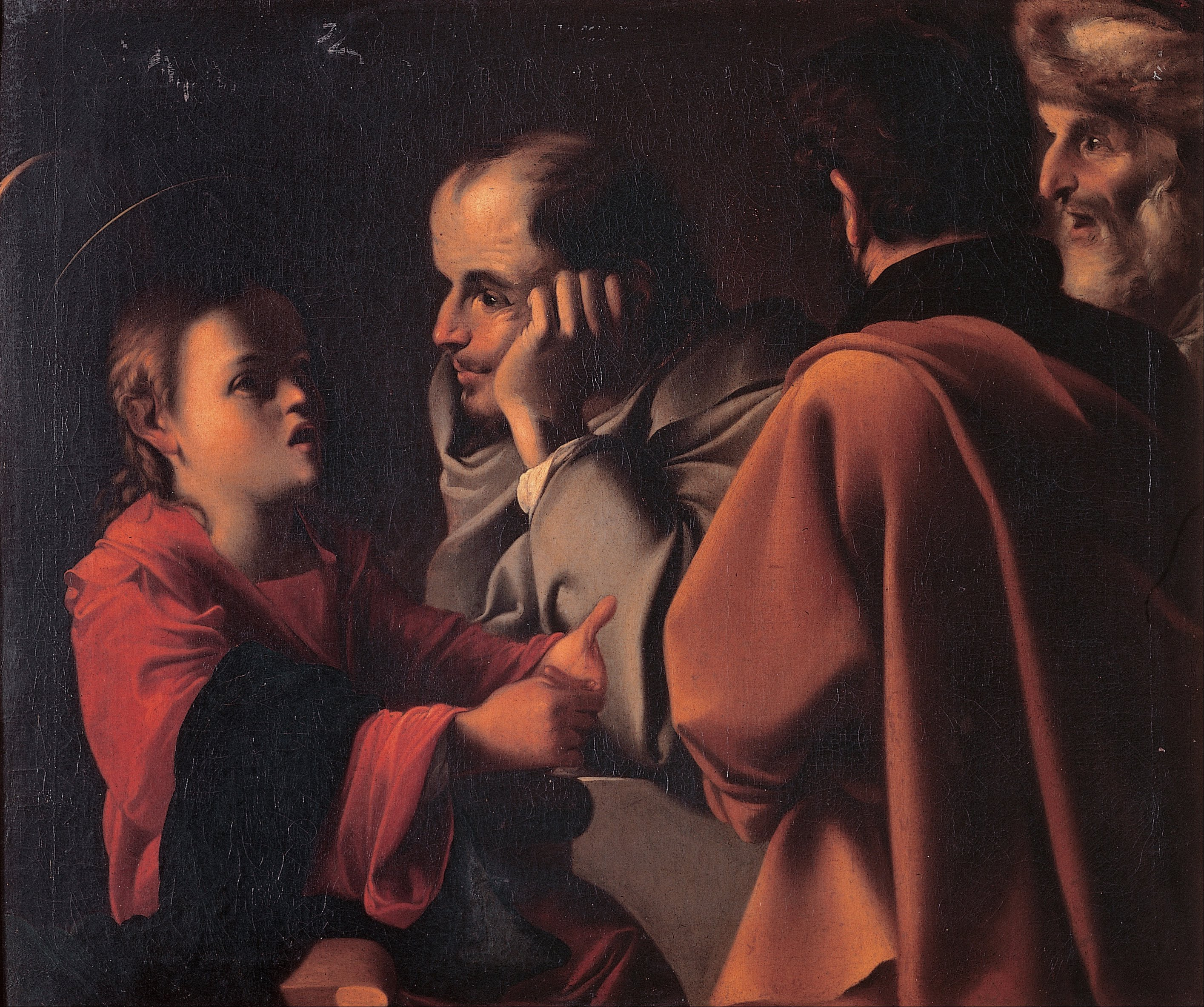
Cristo tra i dottori, Pensionante dei Saraceni

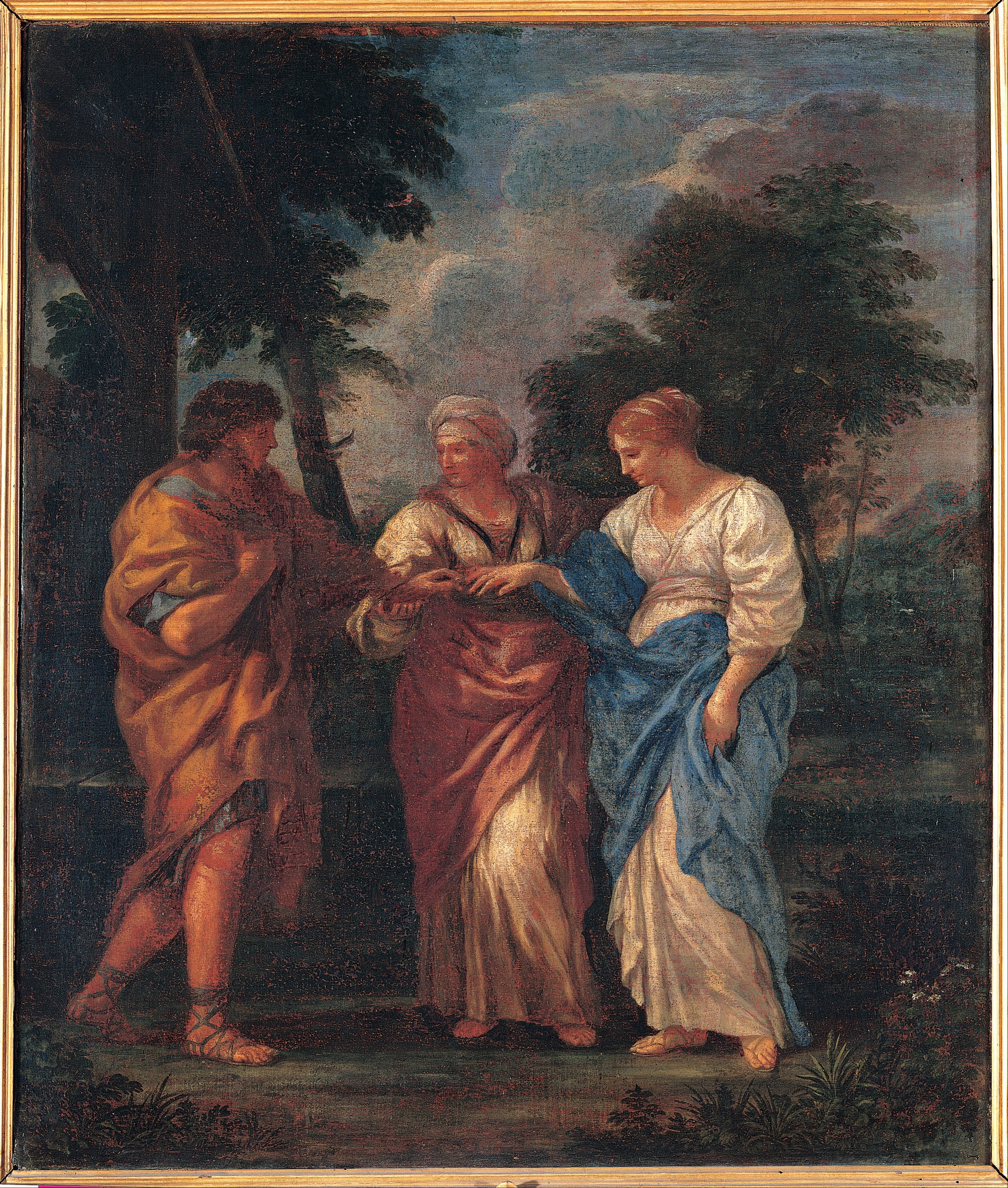
Matrimonio biblico, Ciro Ferri

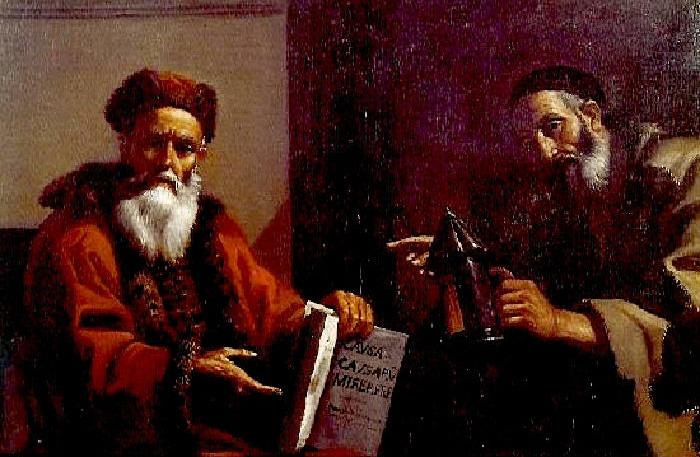
Platone e Diogene, Mattia Preti

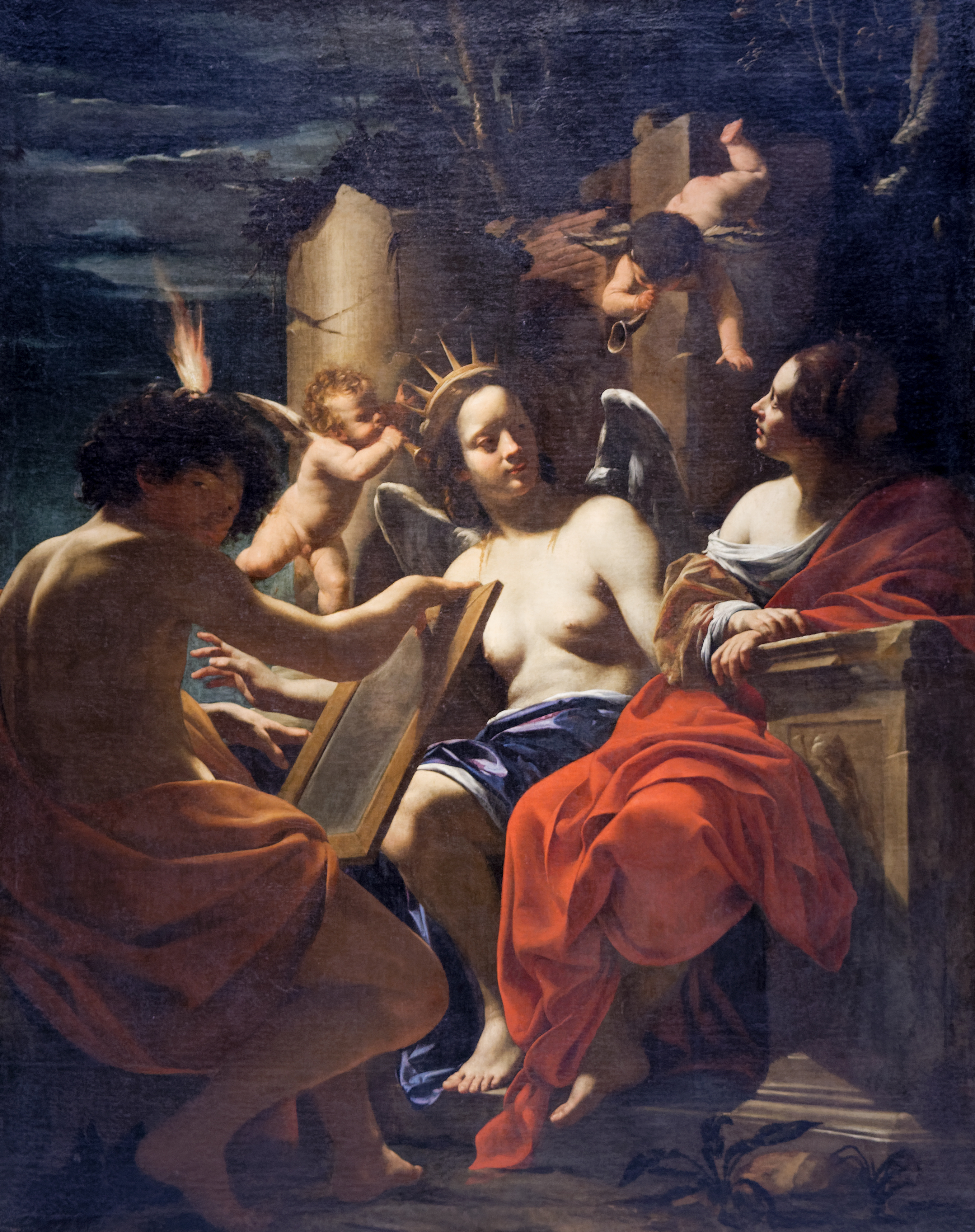
Allegoria, Simon Vouet

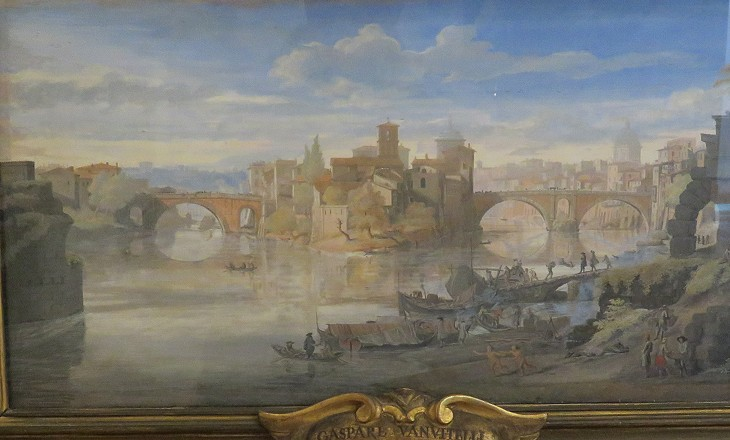
Veduta dell'isola Tiberina, Gaspar van Wittel

- Paesaggio con armenti, 1621 ca., 47×64 cm, olio su tela, Musei capitolini, Roma
- Paesaggio con il martirio di san Sebastiano, 40×55 cm, olio su tavola, Musei capitolini, Roma
- Paesaggio con il riposo di Ercole, 48×43 cm, olio su tela, Musei capitolini, Roma

Giovanni Maria Bottalla
- Giuseppe venduto dai fratelli, 233×325 cm, olio su tela, Musei capitolini, Roma
- Incontro di Esaù e Giacobbe, 238×334 cm, olio su tela, Musei capitolini, Roma

Annibale Carracci (o Agostino)
- San Girolamo orante, 1585 ca., 86×70 cm, olio su tavola, Collezione Banca popolare dell'Emilia Romagna, Modena (poi confluita nella collezione Albani di papa Clemente XI per donazione del cardinale Urbano Sacchetti)

Michelangelo Cerquozzi
- Danza di contadini, 50×69 cm, olio su tela, Musei capitolini, Roma

Pietro da Cortona
- Assedio di Petra Sogdiana, 1635 ca., 194×260 cm, olio su tela, Musei vaticani, Roma
- Carro di Venere, 1622, 106×238 cm, olio su tela; 140×210 cm, olio su tela, Musei capitolini, Roma
- Madonna con il Bambino e i santi Caterina e Giovannino (copia da Tiziano), 140×210 cm, olio su tela, Musei capitolini, Roma
- Sacrificio di Polissena, 1620 ca., 273×419 cm, olio su tela, Musei capitolini, Roma
- Trionfo di Bacco, 1625, 144×207 cm, olio su tela, Musei capitolini, Roma
- Ritratto di Urbano VIII, 1624-1627, 199×128 cm, olio su tela, Musei capitolini, Roma
- Madonna con il Bambino e angeli, 1625-1630, 185×137 cm, olio su tela, Musei capitolini, Roma
- Madonna col Bambino e santi (copia da Tiziano), olio su tela, Accademia nazionale di San Luca, Roma
- Galatea (copia da Raffaello), olio su tela, Accademia nazionale di San Luca, Roma
- Ritratto di Marcello Sacchetti,1626, olio su tela, 133×98 cm, Galleria Borghese, Roma
- Ritratto di Giulio Sacchetti, 1626-1627, olio su tela, ??×?? cm, Galleria Borghese,[14] Roma
- Ratto delle Sabine, 1630-1631, 280,5×426 cm, olio su tela, Musei capitolini, Roma
- Le Allumiere di Tolfa, 61×75 cm, olio su tela, Musei capitolini, Roma
- Marina, 17×27 cm, olio su tavola, Musei capitolini, Roma
- Paesaggio, 16×27 cm, olio su tavola, Musei capitolini, Roma
- Ritratto virile, 64×50 cm, olio su tela, Musei capitolini, Roma
- Battaglia di Alessandro e Dario, 1644-1650, 173×375 cm, olio su tela, Musei capitolini, Roma

Daniele da Volterra
- San Giovanni Battista (attribuito a), olio su tela, 176×107 cm, Musei capitolini, Roma

Cavalier d'Arpino
- Sant'Antonio abate, 66×45 cm, olio su tela, Musei capitolini, Roma
- Diana cacciatrice, 1601-1603, 44×32,5 cm, olio su tavola, Musei capitolini, Roma

Pensionante del Saraceni
Cristo tra i dottori, prima metà del XVII secolo, 85×103 cm, olio su tela, Musei capitolini, Roma
Piero di Cosimo
- Scena di caccia, olio su tela, Metropolitan Museum of Art, New York
- Paesaggio con lago, olio su tela, Metropolitan Museum of Art, New York

Ciro Ferri
- Matrimonio biblico, 1670-1680, 72×61 cm, olio su tela, Musei capitolini, Roma

Filippi (bottega dei)
- Vergine adorante il Bambino, seconda metà del XVI secolo, olio su tavola, 55×36 cm, Musei capitolini, Roma

Camillo Filippi (attribuito a)
- Salita al Calvario, XVI secolo, olio su tavola, 32×23 cm, Musei capitolini, Roma

Onofrio Giustiniani
- Paesaggio, 86×197 cm, olio su tela, Musei capitolini, Roma
- Paesaggio, 86×197 cm, olio su tela, Musei capitolini, Roma

Guercino
- Cleopatra davanti a Ottaviano, 1630-1649, olio su tela, 280×250 cm, Musei capitolini, Roma
- Giacobbe benedice i figli di Giuseppe, 1640, olio su tela, 170×211,5 cm, National Trust for Places of Historic Interest or Natural Beauty, National Gallery of Ireland, Dublino[15]

Ignoto
- Grande fiera (copia da David Vinckboons), prima metà del XVII secolo, 43,5×70 cm, olio su tavola, Musei capitolini, Roma
- Matrimonio mistico di santa Caterina (copia da Correggio),[16] 29×24,5 cm, olio su tavola, Musei capitolini, Roma
- Parabola del fattore infedele (copia da Domenico Fetti), 68×44 cm, olio su tavola, Musei capitolini, Roma

Ignoto pittore bolognese
- Ritratto di Guido Reni (copia da Guido Reni?), 52,5×41 cm, olio su tela, Musei capitolini, Roma

Ignoto pittore dell'Italia centrale
- Giuditta con la testa di Oloferne, XVI secolo, 107,5×81 cm, olio su tavola, Musei capitolini, Roma

Ignoto pittore emiliano
- Testa di Madonna, XVI secolo, 38×27 cm, olio su tavola, Musei capitolini, Roma
- Ritratto di vecchio, seconda metà del XVI secolo, 47,5×41 cm, olio su tela, Musei capitolini, Roma
- Ritratto virile, seconda metà del XVI secolo, 47,5×40,5 cm, olio su tela, Musei capitolini, Roma

Ignoto pittore fiammingo del XVII secolo attivo a Roma
- Paesaggio con Orfeo che incanta gli animali, 64,5×128,5 cm, olio su tavola, Musei capitolini, Roma
- Sacra Famiglia con i santi Elisabetta e Giovannino, 119×95 cm, olio su tela, Musei capitolini, Roma

Ignoto pittore fiorentino
- Ritratto virile, prima metà del XVI secolo, 75×62 cm, olio su tavola, Musei capitolini, Roma
- Ritratto di gentildonna, seconda metà del XVI secolo, 57×44 cm, olio su tavola, Musei capitolini, Roma

Ignoto pittore italiano
- Ritratto di giovinetto, metà XVI secolo, 39,5×28,5 cm, olio su tela, Musei capitolini, Roma
- Maddalena penitente, XVI secolo, 96×73 cm, olio su tela, Musei capitolini, Roma

Ignoto pittore lombardo
- Ritratto virile, metà del XVI secolo, 75×61 cm, olio su tela, Musei capitolini, Roma

Ignoto pittore romano
- Paesaggio con figure, fine XVII secolo, 28×42 cm, olio su tavola, Musei capitolini, Roma
- Ritratto di papa Pio IV, XVI secolo, 29×22 cm, olio su tela riportata su tavola, Musei capitolini, Roma

Ignoto pittore romano (?)
- Testa di Cristo coronato di spine (copia da Federico Barocci), XVI secolo, 32,5×27 cm, olio su tela, Musei capitolini, Roma

Ignoto pittore toscano (?)
- Ritratto di Michelangelo Buonarroti, XVI secolo, 64×50 cm, olio su tavola, Musei capitolini, Roma

Ignoto pittore veneto
- Madonna con il Bambino e san Francesco, XVI secolo, 78×62,5 cm, olio su tela, Musei capitolini, Roma
- Testa di vicchio, XVI-XVII secolo, 46,5×31 cm, olio su tela, Musei capitolini, Roma

Jean Lemaire (attribuito a)
- Trionfo di Flora (copia da Nicolas Poussin), 143,5×207 cm, olio su tela, Musei capitolini, Roma

François Perrier
- Mosè fa scaturire l'acqua dalla roccia, 142×222 cm, olio su tela, Musei capitolini, Roma
- Adorazione del vitello d'oro, 142×220 cm, olio su tela, Musei capitolini, Roma

Nicolas Poussin
- Vittoria di Gedeone sui Madianiti, 1625 ca., olio su tela, 98×137 cm, Musei vaticani, Roma
- Trionfo di Flora, 1627, olio su tela, 165×241 cm, Museo del Louvre, Parigi

Mattia Preti
- Diogene e Platone, XVII secolo, 101×151 cm, olio su tela, Musei capitolini, Roma

Domenico Puligo
- Maddalena con il vaso degli unguenti, olio su tavola, 58×40,5 cm, Musei capitolini, Roma

Guido Reni
- Nozze di Bacco e Arianna (bottega di, copia da), olio su tela, Accademia nazionale di San Luca, Roma
- San Girolamo, 1633-1634, 63×53 cm, olio su tela, Musei capitolini, Roma
- Polifemo, 1639-1640, 52×63 cm, olio su tela, Musei capitolini, Roma
- Maddalena penitente, 1635-1640, 77,5×59 cm, olio su tela, Musei capitolini, Roma
- Anima beata, 1640-1642, 252×153 cm, olio su tela, Musei capitolini, Roma
- Anima beata (bozzetto), 57×45 cm, olio su tela, Musei capitolini, Roma
- Donna con vaso, 1640 ca., 75×63 cm, olio su tela, Musei capitolini, Roma
- Lucrezia, 1640-1642, 91×73 cm, olio su tela, Musei capitolini, Roma
- Cleopatra, 1640-1642, 91×73 cm, olio su tela, Musei capitolini, Roma
- Fanciulla con corona, 1640-1642, 91,5×73 cm, olio su tela, Musei capitolini, Roma
- Gesù fanciullo e san Giovannino, 1640-1642, 86,5×69 cm, olio su tela, Musei capitolini, Roma

Giovanni Francesco Romanelli
- Ratto di Elena, 1630-1632, 105×149 cm, olio su tela, Musei capitolini, Roma
- Santa Cecilia, 88×66 cm, olio su tela, Musei capitolini, Roma
- L'Innocenza, 63×49 cm, olio su tela, Musei capitolini, Roma

Andrea Sacchi
- Sacra Famiglia (attribuito a), 99×74 cm, olio su tela, Musei capitolini, Roma

Girolamo Siciolante da Sermoneta
- Nudo femminile, 1550, 190×93 cm, olio su tela, Musei capitolini, Roma

Cesare da Sesto
- Sacra Famiglia con san Giovannino e un santo, collezione privata[17]

Giovanni Andrea Sirani
- Ratto d'Europa (attribuito a, copia da Guido Reni), 54×65 cm, olio su tela, Musei capitolini, Roma

Giovanni Antonio Sogliani
- Madonna con il Bambino e angeli, 86 cm diametro, olio su tavola, Musei capitolini, Roma

Karel Philips Spierincks, attr.
- Pan e Siringa, 73x97 cm, olio su tela, Gallerie nazionali d'arte antica (Palazzo Corsini), Roma[18]

Giovanni o Niccolò Stanchi
- Festone con fiori, 75×196 cm, olio su tela, Musei capitolini, Roma
- Festone con fiori, 75×198 cm, olio su tela, Musei capitolini, Roma

Pierre Subleyras
- Sposalizio mistico di santa Caterina de’ Ricci, 1746, Galleria degli Uffizi, Firenze

Gaspar van Wittel
- Veduta di Campo Marzio e dei Prati di Castello, 25×43 cm, tempera su pergamena, Musei capitolini, Roma
- Veduta di Tor di Nona, 23×44 cm, tempera su pergamena, Musei capitolini, Roma
- Veduta di Castel Sant'Angelo, 23×44 cm, tempera su pergamena, Musei capitolini, Roma
- Veduta di Montecavallo, 1682, 26×47 cm, tempera su pergamena, Musei capitolini, Roma
- Veduta di Castel Sant'Angelo e del Vaticano dai Prati di Castello, 23×43 cm, tempera su pergamena, Musei capitolini, Roma
- Veduta dell'Isola Tiberina, 23×44 cm, tempera su pergamena, Musei capitolini, Roma
- Veduta di Ponte Sisto, 26×48 cm, tempera su pergamena, Musei capitolini, Roma
- Veduta del tempio di Vesta, 27×61,5 cm, olio su tela, Musei capitolini, Roma
- Veduta di Ponte Rotto, 26×60,5 cm, olio su tela, Musei capitolini, Roma
- Veduta di San Nilo a Grottaferrata, 49×62 cm, olio su tela, Musei capitolini, Roma

Simon Vouet
- Allegoria, 179×143 cm, olio su tela, Musei capitolini, Roma

## Albero genealogico degli eredi della collezione
Segue un sommario albero genealogico degli eredi della collezione Sacchetti, dove sono evidenziati in grassetto gli esponenti della famiglia che hanno ereditato, custodito, o che comunque sono risultati influenti nelle dinamiche inerenti alla collezione d'arte. Per semplicità, il cognome "Sacchetti" viene abbreviato a "S.".
| | | |                                                                                                   |                                  |                                  |                               |                       |                               |                               |
| | | |                                                                                                   | Giovanni Battista S.             |                                  |                               |                       |                               |                               |
| | | |                                                                                                   |                                  |                                  |                               |                       |                               |                               |
| | | |                                                                                                   |                                  |                                  |                               |                       |                               |                               |
| Marcello S. (1586-1629) (fu assieme al fratello, il cardinale Giulio Cesare, l'artefice della collezione d'arte) | Marcello S. (1586-1629) (fu assieme al fratello, il cardinale Giulio Cesare, l'artefice della collezione d'arte)                                                                | Giulio Cesare S. (1587-1663) (fu assieme al fratello Marcello l'artefice della collezione d'arte)                                                                               | Giulio Cesare S. (1587-1663) (fu assieme al fratello Marcello l'artefice della collezione d'arte) | Alessandro S. (1589-1648)        | Alessandro S. (1589-1648)        | Matteo S. (1593-1659)         | Matteo S. (1593-1659) | ...e altri 6 fratelli/sorelle | ...e altri 6 fratelli/sorelle |
| | | |                                                                                                   |                                  |                                  |                               |                       |                               |                               |
| | | |                                                                                                   |                                  |                                  |                               |                       |                               |                               |
| | | |                                                                                                   | Giovanni Battista S. (1639-1688) | Giovanni Battista S. (1639-1688) | Urbano S. (1640-1705)         | Urbano S. (1640-1705) | ...e altri 5 fratelli/sorelle | ...e altri 5 fratelli/sorelle |
| | | |                                                                                                   |                                  |                                  |                               |                       |                               |                               |
| | | |                                                                                                   |                                  |                                  |                               |                       |                               |                               |
| | | | Matteo S. (1675-1743)                                                                             | Matteo S. (1675-1743)            | ...e altri 7 fratelli/sorelle    | ...e altri 7 fratelli/sorelle |                       |                               |                               |
| | | |                                                                                                   |                                  |                                  |                               |                       |                               |                               |
| | | |                                                                                                   |                                  |                                  |                               |                       |                               |                               |
| | Giovanni Battista S. (1707-1759) (nel 1748 papa Benedetto XIV acquistò 187 dipinti della collezione S., che costituirono il primo nucleo della Pinacoteca dei Musei Capitolini) | Giovanni Battista S. (1707-1759) (nel 1748 papa Benedetto XIV acquistò 187 dipinti della collezione S., che costituirono il primo nucleo della Pinacoteca dei Musei Capitolini) | Giulio S. (1710-1780)                                                                             | Giulio S. (1710-1780)            | ...e altri 3 fratelli/sorelle    | ...e altri 3 fratelli/sorelle |                       |                               |                               |
| | | |                                                                                                   |                                  |                                  |                               |                       |                               |                               |
| | | |                                                                                                   |                                  |                                  |                               |                       |                               |                               |
| | | | Scipione S. (1767–1840)                                                                           |                                  |                                  |                               |                       |                               |                               |